# Johann Günther Bach (1653-1683)
Johann Günther Bach (1653 - 1683) fue un organista y lutista alemán.
Hijo de Heinrich Bach, nació en Arnstadt. Se encargó de ayudar a su padre en su trabajo en su ciudad natal.